# Liste der Bodendenkmäler in Tirschenreuth
Auf dieser Seite sind die Bodendenkmäler in der Oberpfälzer Gemeinde Tirschenreuth zusammengestellt. Diese Tabelle ist eine Teilliste der Liste der Bodendenkmäler in Bayern. Grundlage ist die Bayerische Denkmalliste, die auf Basis des Bayerischen Denkmalschutzgesetzes vom 1. Oktober 1973 erstmals erstellt wurde und seither durch das Bayerische Landesamt für Denkmalpflege geführt wird. Die folgenden Angaben ersetzen nicht die rechtsverbindliche Auskunft der Denkmalschutzbehörde.

## Bodendenkmäler der Gemeinde Tirschenreuth

### Bodendenkmäler in der Gemarkung Großklenau
| Lage                  | Objekt                    | Akten-Nr.     | Bild |
| --------------------- | ------------------------- | ------------- | ---- |
| Großklenau (Standort) | Mittelalterliche Wüstung. | D-3-6140-0122 |      |

### Bodendenkmäler in der Gemarkung Großkonreuth
| Lage                    | Objekt                              | Akten-Nr.     | Bild |
| ----------------------- | ----------------------------------- | ------------- | ---- |
| Großkonreuth (Standort) | Mittelalterliche Wüstung Bärnreuth. | D-3-6040-0008 |      |

### Bodendenkmäler in der Gemarkung Hohenwald
| Lage                 | Objekt | Akten-Nr.     | Bild |
| -------------------- | --- | ------------- | ---- |
| Hohenwald (Standort) | Mesolithische Freilandstation.                                                                                           | D-3-6139-0036 |      |
| Hohenwald (Standort) | Spätpaläolithische und mesolithische Freilandstation, vorgeschichtliche Siedlung, verebneter mittelalterlicher Pechofen. | D-3-6139-0056 |      |

### Bodendenkmäler in der Gemarkung Lengenfeld b.Tirschenreuth
| Lage                                  | Objekt                                                                                       | Akten-Nr.     | Bild |
| ------------------------------------- | -------------------------------------------------------------------------------------------- | ------------- | ---- |
| Lengenfeld b.Tirschenreuth (Standort) | Mittelalterlicher Burgstall.                                                                 | D-3-6139-0001 |      |
| Lengenfeld b.Tirschenreuth (Standort) | Mittelalterlicher Burgstall.                                                                 | D-3-6139-0002 |      |
| Lengenfeld b.Tirschenreuth (Standort) | Mittelalterliche Wüstung.                                                                    | D-3-6139-0058 |      |
| Lengenfeld b.Tirschenreuth (Standort) | Frühneuzeitliche Wüstung Fehrmühle.                                                          | D-3-6139-0103 |      |
| Lengenfeld b.Tirschenreuth (Standort) | Hofwüstung Tröglersreuth, befestigter spätmittelalterlicher und frühneuzeitlicher Adelssitz. | D-3-6139-0105 |      |

### Bodendenkmäler in der Gemarkung Liebenstein
| Lage                   | Objekt                                          | Akten-Nr.     | Bild |
| ---------------------- | ----------------------------------------------- | ------------- | ---- |
| Liebenstein (Standort) | Frühneuzeitlicher Handwerksplatz mit Pechstein. | D-3-6139-0060 |      |

### Bodendenkmäler in der Gemarkung Matzersreuth
| Lage                    | Objekt | Akten-Nr.     | Bild |
| ----------------------- | --- | ------------- | ---- |
| Matzersreuth (Standort) | Mesolithische Freilandstation. | D-3-6140-0007 |      |
| Matzersreuth (Standort) | Mesolithische Freilandstation. | D-3-6140-0025 |      |
| Matzersreuth (Standort) | Spätpaläolithische Freilandstation. | D-3-6140-0026 |      |
| Matzersreuth (Standort) | Mesolithische Freilandstation. | D-3-6140-0031 |      |
| Matzersreuth (Standort) | Mesolithische Freilandstation. | D-3-6140-0036 |      |
| Matzersreuth (Standort) | Spätpaläolithische und mesolithische Freilandstation. | D-3-6140-0044 |      |
| Matzersreuth (Standort) | Archäologische Befunde des Mittelalters und der frühen Neuzeit im Bereich der Katholischen Kirche St. Jacobus Maior in Marchaney, darunter die Spuren von Vorgängerbauten bzw. älterer Bauphasen. | D-3-6140-0095 |      |
| Matzersreuth (Standort) | Mittelalterlicher Burgstall. | D-3-6140-0097 |      |
| Matzersreuth (Standort) | Mesolithische Freilandstation. | D-3-6140-0099 |      |

### Bodendenkmäler in der Gemarkung Pilmersreuth a.Wald
| Lage                           | Objekt                                                | Akten-Nr.     | Bild |
| ------------------------------ | ----------------------------------------------------- | ------------- | ---- |
| Pilmersreuth a.Wald (Standort) | Spätpaläolithische und mesolithische Freilandstation. | D-3-6140-0024 |      |

### Bodendenkmäler in der Gemarkung Rosall
| Lage              | Objekt                          | Akten-Nr.     | Bild |
| ----------------- | ------------------------------- | ------------- | ---- |
| Rosall (Standort) | Mittelalterlicher Burgstall.    | D-3-6040-0029 |      |
| Rosall (Standort) | Spätmittelalterlicher Pechofen. | D-3-6040-0031 |      |

### Bodendenkmäler in der Gemarkung Schwarzenbach
| Lage                     | Objekt                                                | Akten-Nr.     | Bild |
| ------------------------ | ----------------------------------------------------- | ------------- | ---- |
| Schwarzenbach (Standort) | Spätpaläolithische und mesolithische Freilandstation. | D-3-6140-0042 |      |

### Bodendenkmäler in der Gemarkung Tirschenreuth
| Lage                     | Objekt | Akten-Nr.     | Bild |
| ------------------------ | --- | ------------- | ---- |
| Tirschenreuth (Standort) | Spätpaläolithische und mesolithische Freilandstation. | D-3-6140-0027 |      |
| Tirschenreuth (Standort) | Mesolithische Freilandstation. | D-3-6140-0033 |      |
| Tirschenreuth (Standort) | Wüstung der karolingisch-ottonischen Zeit und des Hochmittelalters. | D-3-6140-0039 |      |
| Tirschenreuth (Standort) | Archäologische Befunde des Mittelalters und der frühen Neuzeit am sog. Fischhof, ehemals Ökonomiehof des Klosters Waldsassen.                                                                              | D-3-6140-0054 |      |
| Tirschenreuth (Standort) | Archäologische Befunde des Mittelalters und der frühen Neuzeit im historischen Stadtkern von Tirschenreuth.                                                                                                | D-3-6140-0056 |      |
| Tirschenreuth (Standort) | Archäologische Befunde des Mittelalters und der frühen Neuzeit im Bereich der Katholischen Pfarrkirche Mariä Himmelfahrt in Tirschenreuth, darunter die Spuren von Vorgängerbauten bzw. älterer Bauphasen. | D-3-6140-0057 |      |
| Tirschenreuth (Standort) | Archäologische Befunde des Mittelalters und der frühen Neuzeit im Bereich der Katholischen Kirche St. Peter in Tirschenreuth, darunter die Spuren von Vorgängerbauten bzw. älterer Bauphasen.              | D-3-6140-0058 |      |
| Tirschenreuth (Standort) | Abgegangenes Schloss bzw. spätmittelalterliche Burg. | D-3-6140-0059 |      |

### Bodendenkmäler in der Gemarkung Wondreb
| Lage               | Objekt | Akten-Nr.     | Bild |
| ------------------ | --- | ------------- | ---- |
| Wondreb (Standort) | Archäologische Befunde des Mittelalters und der frühen Neuzeit im Bereich der Katholischen Pfarrkirche Mariä Himmelfahrt in Wondreb, darunter die Spuren von Vorgängerbauten bzw. älterer Bauphasen. | D-3-6040-0039 |      |
| Wondreb (Standort) | Archäologische Befunde des Mittelalters und der frühen Neuzeit im Bereich des Katholischen Pfarrhofs von Wondreb, ehemalige Sommersitz des Klosters Waldsassen.                                      | D-3-6040-0071 |      |